# Jacques Richez

Embleem van het Brussels Hoofdstedelijk Gewest

Jacques Richez (Dieppe (Frankrijk), 7 juni 1918 – Brussel, 20 oktober 1994) was een Frans-Belgische graficus die vooral in België een bloeiende carrière heeft gehad. Hij ontwierp beroemde logo’s zoals het logo van de Generale Bank (1965) en de Iris van Brussel (1991).

## Biografie
Jacques Richez studeerde aan de Académie Royale des Beaux-Arts van Bergen. 
Na de Tweede Wereldoorlog begon hij zijn eigen studio in Brussel, waar hij vooral in de reclame werkte. Hij werd bekend met zijn ontwerp voor het affiche en de brochure Bâtir le monde pour l’homme voor de Wereldtentoonstelling van 1958. Beroemde logo’s van zijn hand waren het logo van de Generale Bank (1965) en de Iris van het Brussels Hoofdstedelijk Gewest (1991). Daarnaast ontwierp hij talloze theateraffiches.
Naast zijn grafisch werk was Richez ook een begenadigd tekenaar en fotograaf. In 1973 werd hij verkozen tot een van de 40 meest originele kunstenaars in experimentele fotografie door Time-Life in hun Photography Annual.  
Richez was auteur van verschillende publicaties over grafisch ontwerp, zoals L'Art graphique appliqué à la publicité (1963) en Textes et prétextes: 35 ans de réflexion(s) sur le graphisme (1980). 
Als stichtend lid van de beroepsvereniging van Belgische grafische kunstenaars (Chambre Belge des Graphistes, CBG) vertegenwoordigde hij België bij de Alliance Graphique Internationale (AGI) vanaf 1952. In 1967 werd hij vice-president van de internationale beroepsvereniging Icograda (International Council of Graphic Design Associations).
Aan het einde van zijn leven werden twee belangrijke retrospectieve tentoonstellingen georganiseerd, in Brussel (over zijn grafisch werk) en in La Louvière (over zijn affiches).

## Affiches
- Theatre de Poche - 1974
- De Griekse passie
- Lohengrin
- America Hurrah - 1966
- Trains/Auto/Couchette
- Le grabuge
- 100 KM en une nuit
- 41e Foire internationale Bruxelles - 1968
- Belgique - pays des carillons - 1950
- Jeu de la rose’, l'Ommegang of Brussels - 1947
- Gitanes - 1991
- Art et métallurgie - 1980